# Святой Грааль

Данте Габриэль Россетти. «Святой Грааль»

Свято́й Граа́ль (старофр. Graal, Grâl, Sangreal, Sankgreal, от лат. Gradalis) — в средневековых французских легендах одно из орудий Страстей — чаша, из которой Иисус Христос вкушал на Тайной вечере и в которую Иосиф Аримафейский собрал кровь из ран распятого на кресте Спасителя.

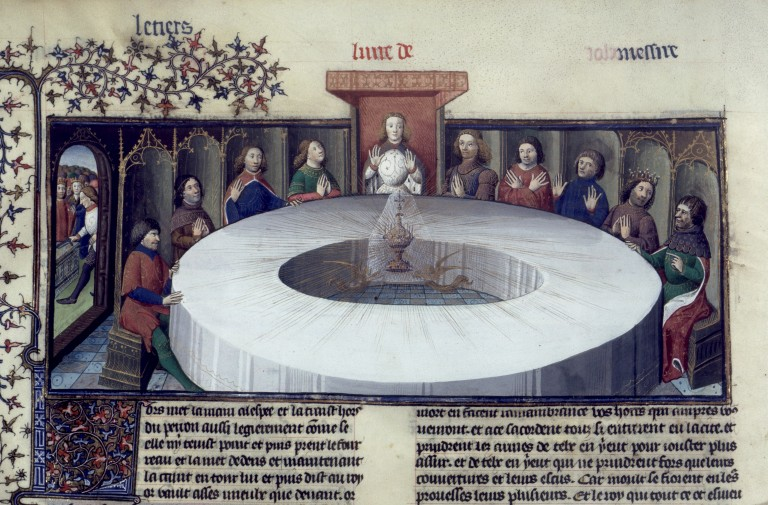
Явление Грааля Артуру и рыцарям Круглого стола на праздник Пятидесятницы. Миниатюра рукописи «Ланселот и Св. Грааль», 1407 гг.

Легендарные рыцари Круглого стола проводили свою жизнь в бесплодных поисках Святого Грааля, который (вместе с копьём, пронзившим тело Христа), якобы сохранил и привёз в Британию Иосиф Аримафейский. В европейских средневековых романах Грааль трактуется не как чаша, а как камень или некая драгоценная реликвия.
Испивший из чаши Грааля получает прощение грехов, вечную жизнь и т. д. В некоторых версиях даже близкое созерцание магического предмета даёт бессмертие, а также различные блага в виде еды, питья и т. п. Слова «Святой Грааль» часто используются в переносном смысле как обозначение какой-либо заветной цели, часто недостижимой или труднодостижимой.

## Поиски Грааля

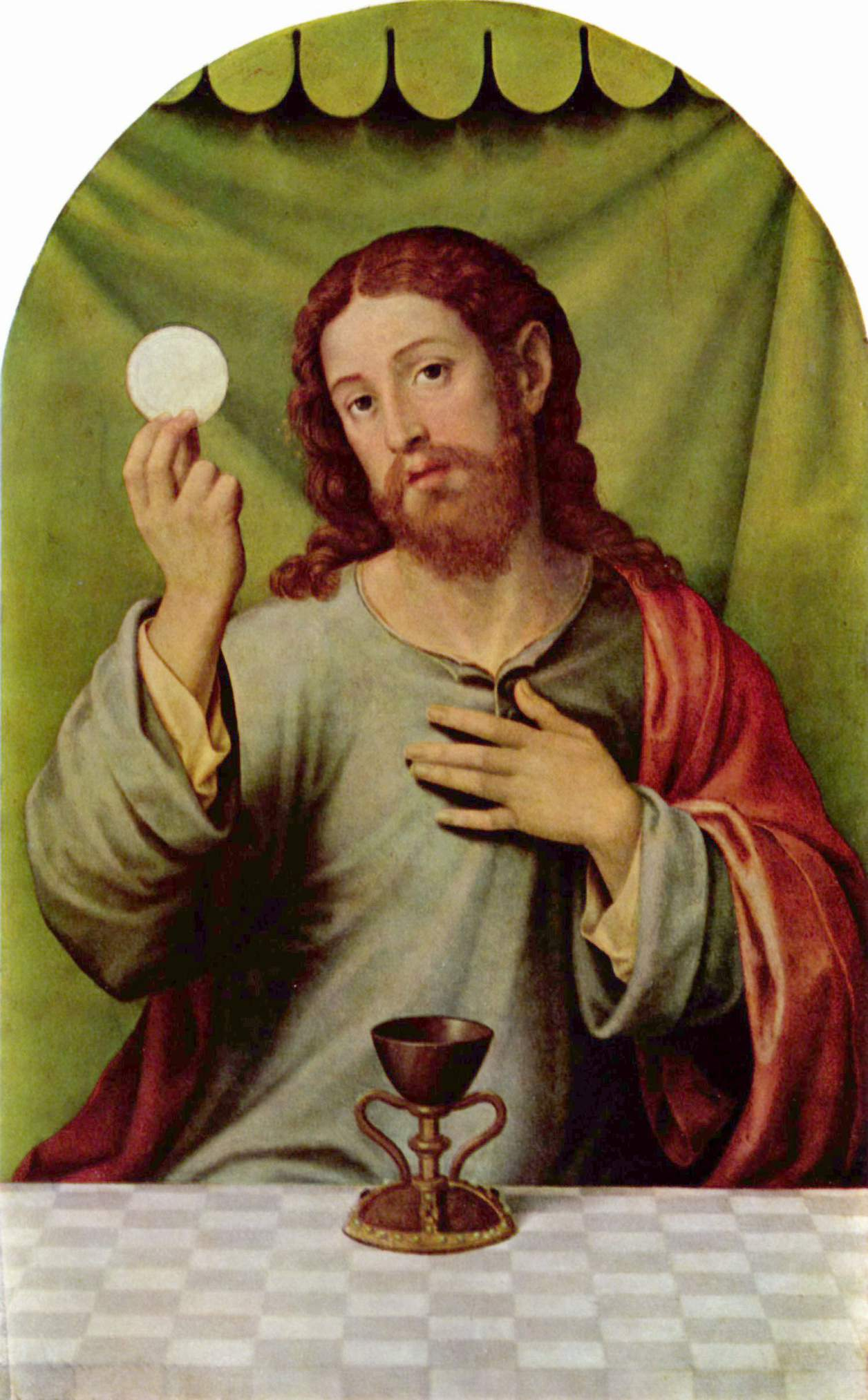
Хуан де Хуанес. Иисус Христос с причастием

В IX веке в Европе начинают «охотиться» за реликвиями, связанными с земной жизнью Христа. Своего апогея этот процесс достиг в XIII веке, когда Людовик Святой привёз в Париж из Константинополя и поместил в построенной для этой цели Святой Капелле ряд орудий Страстей, подлинность которых мало у кого вызывала сомнение.
Однако среди орудий Страстей, которые выставлялись в различных храмах Европы, отсутствовала чаша, из которой вкушал Иисус на тайной вечере. Это обстоятельство подстегнуло толки и предания о её местонахождении. В противовес Парижу, который «монополизировал» многие святыни христианства, часть современной Франции, принадлежавшая английской короне, выдвинула легенду о чаше, которая скрыта где-то на просторах Британии.
В средневековых романах о Парсифале главный герой ищет и находит волшебный замок Монсальват, в котором под охраной тамплиеров хранится Грааль. В некоторых описаниях Грааль весьма напоминает неиссякаемый сосуд из более древних кельтских легенд, который по своей функции сходен с аналогичными предметами в мифологии других индоевропейских народов, в частности, с рогом изобилия (см. ниже).
Начиная с Робера де Борона пребывание Иосифа Аримафейского в Британии стали связывать с Гластонберийским холмом. В 1190 г. монахи Гластонберийского аббатства объявили об обнаружении саркофагов короля Артура и его супруги Гвиневры. В 1278 г. прошла торжественная церемония их перезахоронения, на которой присутствовали король Эдуард I с супругой. С тех пор Грааль в воображении позднейших поколений был неразрывно связан с Гластонбери.

### В средневековой литературе
- 1181—1191 гг. — «Персеваль, или Легенда о Граале», Кретьен де Труа
- 1190—1198 гг. — трилогия «История Святого Грааля»: «Роман об Иосифе Аримафейском», «Мерлин» (частично сохр.) и «Персеваль» (не сохр.), Робер де Борон (Бургундия)
- 1215—1236 гг. — «Цикл Вульгаты»: «История Святого Грааля», «История Мерлина», «Книга Ланселота», «Поиски Святого Грааля» и «Смерть Артура».

В романе Вольфрама Фон Эшенбаха «Парцифаль» Грааль — это камень:

Святого Мунсальвеша стены
Катары и ночью и днем стерегут.
Святой Грааль хранится в нём,
Грааль — это камень особой породы.
На наш язык пока что нет перевода,
Он излучает волшебный свет!
Но как попасть в Граалево братство?
Надпись на камне сумей прочитать!
Она появляется время от времени,
С указанием имени, рода, племени,
А также пола того лица,
Что призван Граалю служить до конца.
Чудесная надпись ничем не стирается,
А по прочтении, за словом слово,
Гаснет, чтобы появиться снова
Дальнейший список в урочный час,
И так же, прочтённый, погас…
В другом месте Эшенбах упоминает один из катарских обрядов:

«В тот же день к Граалю приходит известие, в котором заложена огромнейшая сила. Сегодная Святая Пятница, и все ждут, когда с небес спустится голубка. Она приносит маленькую облатку и оставляет её на камне. Затем, сверкая белизной, голубка вновь взмывает в небеса. Всегда в Святую Пятницу она приносит к Граалю то, от чего Грааль обретает нежное благоухание…»

Английский монах-бенедиктинец из аббатства Гластонбери Джон Син (1340—1400) в своей хронике цитирует пророчества барда Мелкина, ранее в литературе нигде не упоминавшегося, согласно которым Грааль привёз в этот монастырь его легендарный основатель Иосиф Аримафейский, унеся с собой чашу в могилу, где её позже обнаружил соратник Артура рыцарь Галахад, сын Ланселота.
Томас Мэлори, писавший о рыцарях Круглого стола, тоже упоминает чашу Грааль: 

«Но вот очутилась в зале Священная чаша Грааль под белым парчовым покровом, однако никому не дано было видеть её и ту, что её внесла. Только наполнилась зала сладостными ароматами, и перед каждым рыцарем оказались яства и напитки, какие были ему более всего по вкусу».

### Артуровский цикл

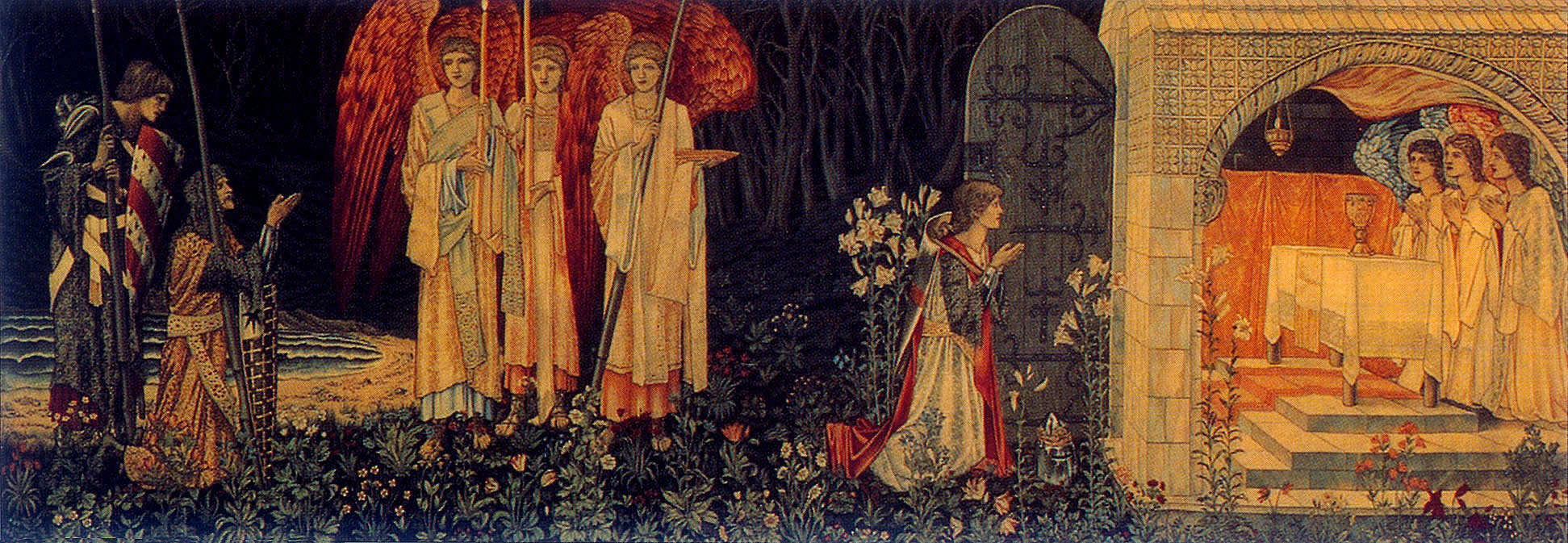
Видение Грааля Галахаду, Персифалю и Борсу. Худ. Эдвард Бёрн-Джонс, 1895 г.

В артуровском цикле Грааль появляется во французском куртуазном романе — впервые у Кретьена де Труа в книге «Персеваль, или Легенда о Граале».
С Граалем связаны имена двух рыцарей Круглого стола — Персифаля и Галахада. Персифаль лицезрел Грааль, когда посещал своего родственника, Короля-Рыбака. Этот король на глазах рыцаря исцелился, испив святой воды из чаши Грааля.
Галахад считается святым рыцарем, единственным человеком, которому удалось добыть Грааль. С детства воспитанный монахами в целомудрии и праведной жизни, Галахад заслужил право прикоснуться к святыне. После этого он был вознесён на небо как святой.

## Чаши, выдаваемые за Грааль

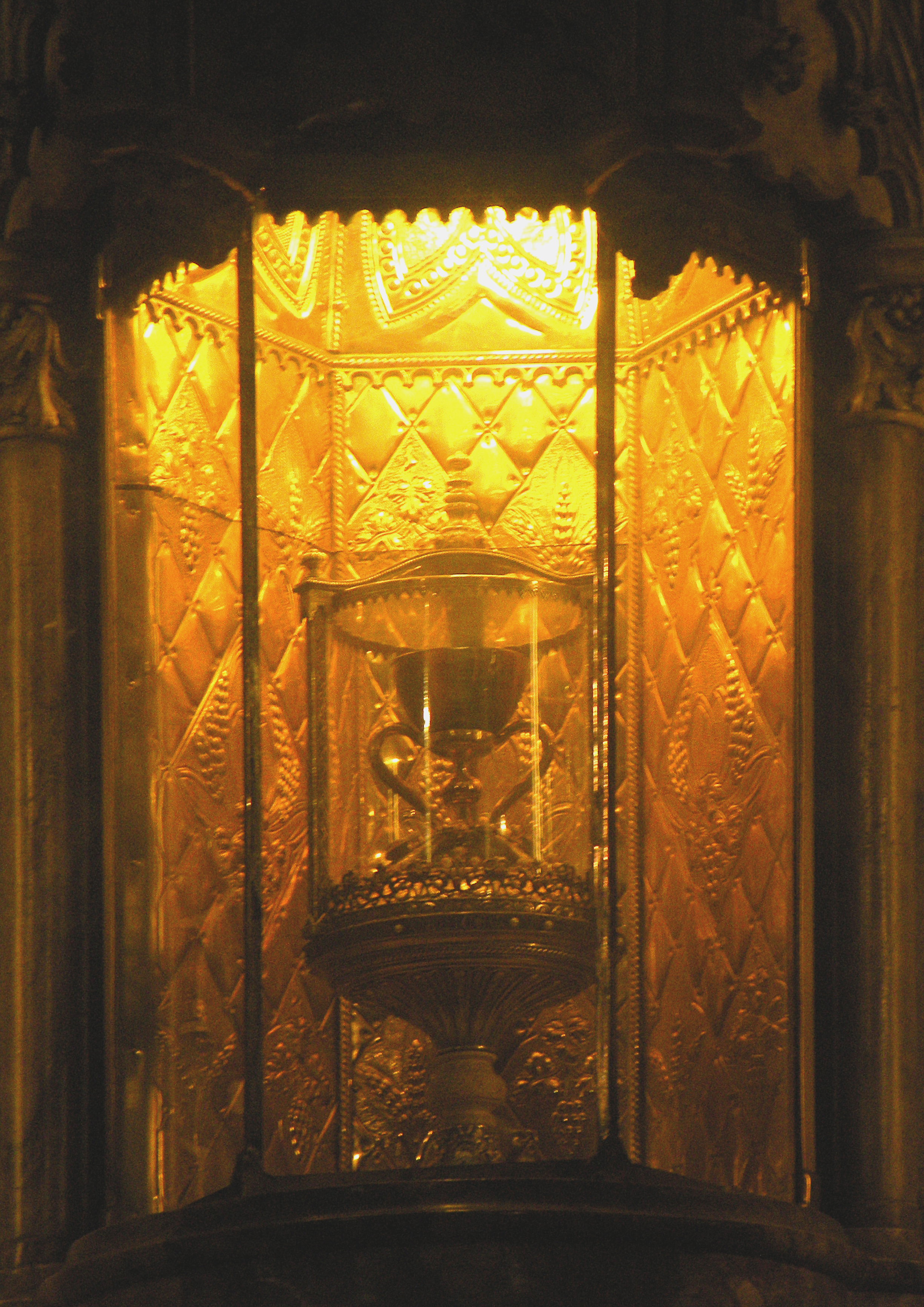
Чаша в кафедральном соборе Валенсии

В XIX веке несколько (порядка шести-семи) городов объявили о том, что они обладают Граалем:
- Кафедральный собор Валенсии демонстрирует в зале капитула экземпляр чаши, якобы признанный в качестве подлинного самим Ватиканом[7].
- В 1933 году на Всемирной выставке в Чикаго как Святой Грааль была продемонстрирована чаша из антиохийского клада, которая позднее была датирована VI веком[8].

Многие путеводители по Турину утверждают, что чаша Грааля находится именно в этом городе. Перед храмом Великой Богоматери расположены 2 статуи — Веры и Религии. Статуя Веры держит в левой руке чашу, в которой местные жители видят изображение чаши Грааля. В путеводителях сказано, что взгляд статуи указывает то направление, в котором следует её искать.

## Грааль и кельтская мифология
Если обратиться к кельтским мифам, то волшебная чаша присутствует и в них и, предположительно, их образ мог повлиять на сложение идеи Грааля. В них есть ведьмин расколотый волшебный котёл Керидвен. Хранится он в некоем замке, куда попасть могут только совершенные люди с чистыми помыслами. А прочим он не виден. Место это именуется Аннун: 

«Аннун — это одновременно и изначальная мировая Бездна, место, где смерть сильнее жизни и где всё существующее порождено смертью, но где рождается всё живое, и Иной Мир, где обретаются боги и где проходит Дорога на чудесный остров западных морей — Авалон…»
В тех же кельтских преданиях есть и другой миф, связанный с камнем Граалем. Это был особый камень, который умел кричать. Криком он признавал истинного короля и был установлен в древнеирландской столице Таре.

## Грааль и христианство
В XIII веке появилась христианская трактовка Грааля как чаши (получившей эпитет Святой). в которую Иосиф Аримафейский собрал кровь распятого на кресте Иисуса. Таким образом, Святой Грааль оказался напрямую связан с актом Пресуществления. В позднейших легендах в рамках слияния кельтской и христианской мифологии Иосиф Аримафейский (подобно легендам о Марии Магдалине и патриархе Иерусалимском Иакове) бежит от преследований в Англию и становится одним из персонажей артуровского цикла, а чаша из кельтской мифологии ассоциируется с потиром, в который была собрана кровь Иисуса.

## Грааль и конспирология
Поиски настоящего значения слова «Грааль» породили множество конспирологических построений. Наибольшую известность получили варианты, озвученные в романе «Код да Винчи» и восходящие к оккультным изысканиям Отто Рана:
- Грааль — это кровь потомков Иисуса, «sang raal», «sang real», или «sang royal» — «королевская кровь», верными хранителями которой были тамплиеры, прямо происходившие от Сионской Общины.
- в широком смысле — это грудь Магдалины, затем сама Мария Магдалина, культ которой, зародившийся в начале Средних Веков, по мнению конспирологов, со временем смешался с культом Девы Марии.

## Святой Грааль в современной культуре

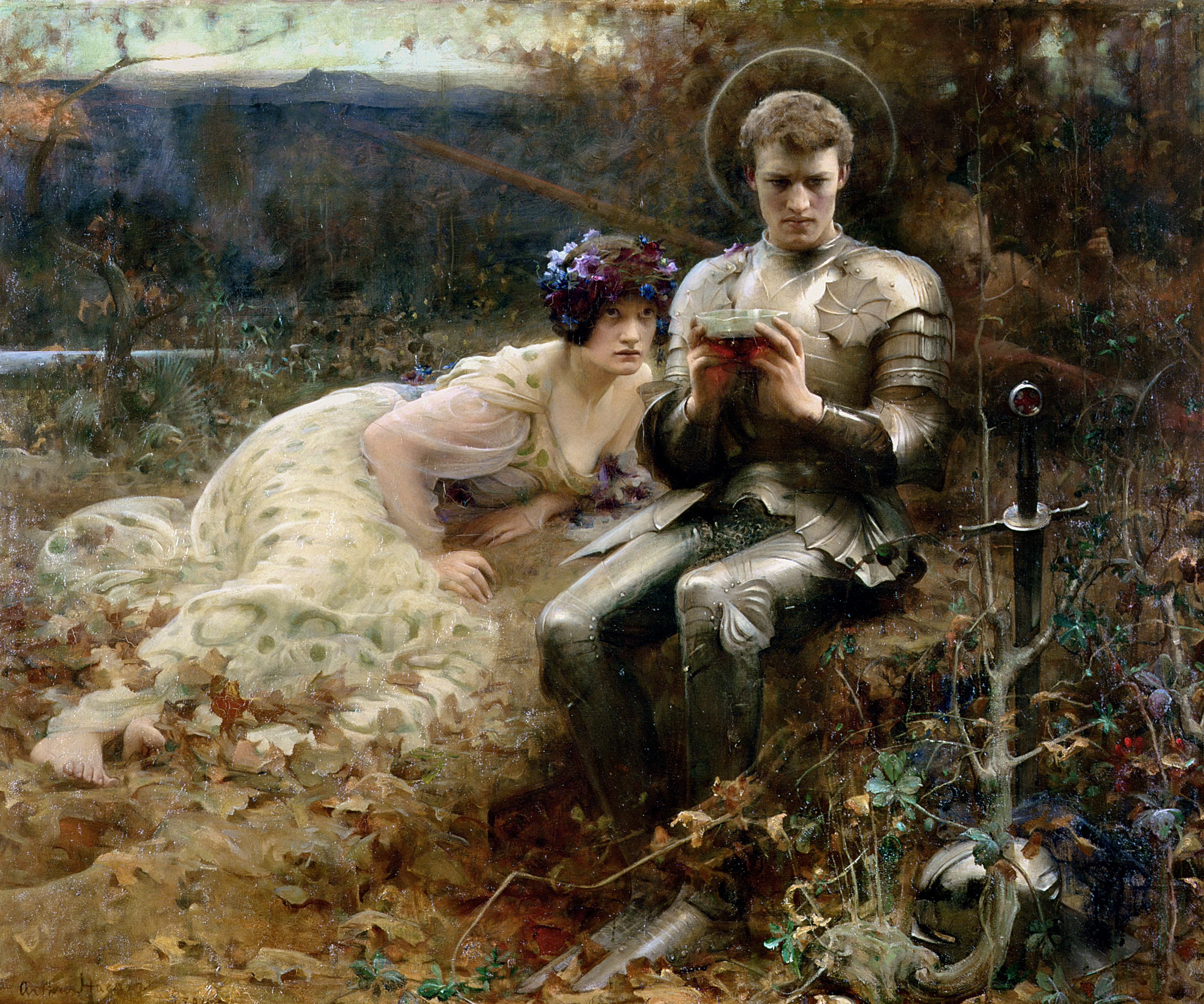
Артур Хэкер, «Искушение сэра Персиваля»

Святой Грааль фигурирует в многочисленных литературных произведениях, кинофильмах и компьютерных играх. К числу самых известных относятся фильмы «Монти Пайтон и Священный Грааль» (1975),
«Индиана Джонс и последний крестовый поход» (1989), «Король-рыбак» (1991), а также снятый по одноимённому роману «Код да Винчи» (2006), где Грааль представлен не как чаша, а как женщина, потомок Иисуса Христа и Марии Магдалины. Также поиски Грааля являются сквозным сюжетом цикла книг Бернарда Корнуэлла о лучнике Томасе из Хуктона, чьи предки, по сюжету, хранили Чашу Грааля. В конце книги «Еретик» Томас выбрасывает найденную Чашу в море, понимая, что человечество несовершенно и не сможет воспользоваться этим чудом иначе как во вред себе.
В игре Heroes of Might and Magic III Святой Грааль является постройкой в городах, которую нужно откопать, воспользуясь картой, составляемой Обелисками. В зависимости от настроек сценария, Святой Грааль может завершить игровую сессию, объявив принёсшего артефакт игрока победителем, или же просто выступать щедрым бонусом.
«Загадки истории. Тайны святого Грааля» («Mysteries of History. Mysteries of the Holy Grail») — научно-популярный фильм, снятый в 2010 г.
В серии Fate является наградой победителю Войны Святого Грааля, которая может исполнять желания.